# Conservatorio Superior de Música "Joaquín Rodrigo"
Conservatorio Superior de Música "Joaquín Rodrigo" is een conservatorium in Valencia, werd opgericht op 28 februari 1878. Natuurlijk werd het pas later naar Rodrigo genoemd. Het is een school in het hoger onderwijs voor de opleiding tot professioneel musicus of andere betrokken disciplines.

## Historie
Aan het einde van de 19e eeuw bestond in Valencia een Sociedad Económica de Amigos del País die muziekscholen had. Die nam het besluit een Academia de Música op te richten dat soms later zich tot een Conservatorio de Música de Valencia zal ontwikkelen. In 1874 was het Enrique Aguilar, die een commissie beriep om de Academia de Música te constitueren en studies aan deze academie mogelijk te maken. Op 28 februari 1878 was het oprichtingsdatum en de academie begon met haar werk op 30 september van dat jaar.
De eerste directeur van het Conservatorio de Valencia Salvador Giner y Vidal kan, nadat hij een aantal professoren voor Valencia gewonnen had, op 9 november 1879 al 172 studenten opleiden. Sinds 1917 is het een staatlijk conservatorium; de directeur was toen Ramón Martínez. In oktober 1968 was de toenmalige directeur Francisco José León Tello blij, dat zijn instituut nu in de categorie Conservatorio Superior geplaatst werd.
Het conservatorium biedt onder andere cursussen in de volgende vakgebieden:
- Muziektheorie en analyse, compositie, orkestdirectie, HaFa-directie
- instrumentale muziek (klassiek en hedendaags), kamermuziek
- Vocale muziek
- Oude muziek
- Muziekpedagogiek en lerarenopleiding
- Musicologie

## Directeurs
- Salvador Giner y Vidal
- Francisco José León Tello
- Manuel Penella Raga
- Manuel Palau Boix van 1951 tot
- Daniel de Nueda
- Amando Blanquer Ponsoda van 1971 tot 1975
- Salvador Seguí
- José Vicente Cervera
- Eduardo Montesinos Comas
- Gregorio Giménez
- Julia Oliver

## Beroemde leraren en studenten
- Bernardo Adam Ferrero
- José Alamá Gil
- Teodoro Aparicio Barberán
- José Miguel Asensi
- Miguel Asins Arbó
- Luis Blanes Arques
- Amando Blanquer Ponsoda
- Enrique Estela Lluch
- Enrique Belenguer Estela
- Francisco Arturo Bort Ramón
- R. Callejo
- Jesús Campos García
- Vicent Campos
- Juan Enrique Canet Todolí
- José María Cervera Collado
- José María Cervera Lloret
- José Cerveró Martínez
- Eduardo Cifre Gallego
- Lucas Conejero
- Juan Cortés
- Javier Costa Císcar
- Francisco Cuesta Gómez
- Emilio Diaz
- Jesús Fernández Vizcaíno
- Ferrer Ferrán
- José María Ferrero Pastor
- José Ferriz Llorens
- Roberto Forés Asénsi
- Manuel Galduf Verdeguer
- Enrique García Asensio
- Joaquín Gericó Trilla
- Salvador Giner y Vidal
- Francisco Enrique G. Gomá
- Juan Gonzalo Gómez Deval
- Andrés Goñi
- Enrique González
- José Salvador González Moreno
- José Iturbi Báguena
- José Manuel Izquierdo Romeu
- Consuelo Lapiedra Cherp
- Eduardo López-Chávarri y Marco

- Leopoldo Magenti Chelvi
- Alejandro Maicas Carrasquer
- Juan Vicente Mas Quiles
- Mario Monreal Monreal
- Eduardo Montesinos Comas
- Rafael Mullor Grau
- José Angel Murillo Arce
- Daniel de Nueda
- Maria Teresa Oller
- Manuel Palau Boix
- Eduardo Panach
- José Rafael Pascual Vilaplana
- Ramón Pastor Gimeno
- Manuel Penella Raga
- Manuel Penella Moreno
- Leopoldo Querol
- Juan Antonio Ramirez Pérez
- Vicente Ramón Ramos Villanueva
- Juan José Revueltas Colomer
- José Roca Coll
- Joaquín Rodrigo Vidre
- José Rosell Pons
- Francisco Salanova Alfonso
- Matilde Salvador Segarra
- Pablo Sánchez Torella
- Salvador Seguí
- Roberto Segura
- José Serrano Simeón
- Pedro Sosa López
- José Talens Sebastia
- Rafael Taléns Pello
- Francisco Tamarit Fayos
- Andres Valero-Castells
- Francisco José Valero-Castells
- Emilio Vega
- Juan Vert Carbonell
- Oscar V. Vidal i Belda
- Leopoldo Vidal Estrems
- Joaquín Vidal Pedrós
- Miguel Villar González
- José María Vives Ramiro
- Francisco Zacarés Fort